# Gerhard Renner
Gerhard Renner (* 10. Juli 1952 in Würnsdorf im Waldviertel; † 1. April 2008 in Wien) war ein österreichischer Bibliothekar.
Renner besuchte Schulen in Pöggstall und St. Pölten (Matura 1970). Er studierte in Wien mit dem Ziel, Lehrer zu werden. An der Schule der Wiener Sängerknaben wirkte er als Erzieher und unterrichtete dort 1977. Zugleich absolvierte er ein Studium der Germanistik und Romanistik und wurde 1981 promoviert. Ab 1977 war er wissenschaftlicher Mitarbeiter der Dokumentationsstelle für neuere österreichische Literatur. 1991 wechselte er in die Wiener Stadt- und Landesbibliothek.
In der Wienbibliothek war er zuletzt Stellvertreter des Direktors. Er wurde am Hernalser Friedhof bestattet.

## Veröffentlichungen (Auswahl)
- Österreichische Autoren und der Nationalsozialismus 1933–1940. Der ,Bund der deutschen Schriftsteller Österreichs‘ und der Aufbau der Reichsschrifttumskammer in der ,Ostmark‘ (= Archiv für Geschichte des Buchwesens. Band 27). 1986, S. 195–303 (unter dem Titel Österreichische Schriftsteller und der Nationalsozialismus 1933–1940).
- gemeinsam mit Murray G. Hall (Hrsg.): Handbuch der Nachlässe und Sammlungen österreichischer Autoren. 2. Auflage. Wien 1995.
- Die Nachlässe in den Bibliotheken und Museen der Republik Österreich, ausgenommen die Österreichische Nationalbibliothek und das Österreichische Theatermuseum. Wien 1993.
- Die Nachlässe in der Wiener Stadt- und Landesbibliothek. Ein Verzeichnis. Wien 1993.

## Belege
1. ↑  univie.ac.at (Seite nicht mehr abrufbar, festgestellt im Juli 2025. Suche in Webarchiven) Nachruf
2. ↑  Gerhard Renner in der Verstorbenensuche bei friedhoefewien.at

| Personendaten    | Personendaten                 |
| ---------------- | ----------------------------- |
| NAME             | Renner, Gerhard               |
| KURZBESCHREIBUNG | österreichischer Bibliothekar |
| GEBURTSDATUM     | 10. Juli 1952                 |
| GEBURTSORT       | Würnsdorf                     |
| STERBEDATUM      | 1. April 2008                 |
| STERBEORT        | Wien                          |